# Az Amerikai Egyesült Államok a 2002. évi téli olimpiai játékokon
Az Amerikai Egyesült Államok a Salt Lake Cityben megrendezett 2002. évi téli olimpiai játékok házigazda nemzeteként vett részt a versenyeken. Az országot az olimpián 15 sportágban 202 sportoló képviselte, akik összesen 34 érmet szereztek.

## Érmesek
| Érem  | Versenyző | Sportág                    | Versenyszám                 |
| ----- | --- | -------------------------- | --------------------------- |
| Arany | Jill Bakken Vonetta Flowers | Bob                        | Női kettes                  |
| Arany | Casey FitzRandolph | Gyorskorcsolya             | Férfi 500 m                 |
| Arany | Derek Parra | Gyorskorcsolya             | Férfi 1500 m                |
| Arany | Chris Witty | Gyorskorcsolya             | Női 1000 m                  |
| Arany | Sarah Hughes | Műkorcsolya                | Női egyéni                  |
| Arany | Apolo Anton Ohno | Rövidpályás gyorskorcsolya | Férfi 1500 m                |
| Arany | Ross Powers | Snowboard                  | Férfi halfpipe              |
| Arany | Kelly Clark | Snowboard                  | Női halfpipe                |
| Arany | Jim Shea, Jr. | Szkeleton                  | Férfi                       |
| Arany | Tristan Gale | Szkeleton                  | Női                         |
| Ezüst | Bode Miller | Alpesisí                   | Férfi óriás-műlesiklás      |
| Ezüst | Bode Miller | Alpesisí                   | Férfi összetett             |
| Ezüst | Todd Hays Garrett Hines Randy Jones Bill Schuffenhauer | Bob                        | Férfi négyes                |
| Ezüst | Derek Parra | Gyorskorcsolya             | Férfi 5000 m                |
| Ezüst | Nemzeti válogatott Tony Amonte Tom Barrasso Chris Chelios Adam Deadmarsh Chris Drury Mike Dunham Bill Guerin Phil Housley Brett Hull John LeClair Brian Leetch Aaron Miller Mike Modano Tom Poti Brian Rafalski Mike Richter Jeremy Roenick Brian Rolston Gary Suter Keith Tkachuk Doug Weight Mike York Scott Young | Jégkorong                  | Férfi                       |
| Ezüst | Nemzeti válogatott Chris Bailey Laurie Baker Karyn Bye Julie Chu Natalie Darwitz Sara Decosta Tricia Dunn-Luoma Cammi Granato Courtney Kennedy Andrea Kilbourne Katie King Shelley Looney Sue Merz Allison Mleczko Tara Mounsey Jenny Potter Angela Ruggiero Sarah Tueting Lyndsay Wall Krissy Wendell               | Jégkorong                  | Női                         |
| Ezüst | Apolo Anton Ohno | Rövidpályás gyorskorcsolya | Férfi 1000 m                |
| Ezüst | Travis Mayer | Síakrobatika               | Férfi mogul                 |
| Ezüst | Joe Pack | Síakrobatika               | Férfi ugrás                 |
| Ezüst | Shannon Bahrke | Síakrobatika               | Női mogul                   |
| Ezüst | Danny Kass | Snowboard                  | Férfi halfpipe              |
| Ezüst | Mark Grimmette Brian Martin | Szánkó                     | Kettes                      |
| Ezüst | Lea Ann Parsley | Szkeleton                  | Női                         |
| Bronz | Mike Kohn Doug Sharp Brian Shimer Dan Steele | Bob                        | Férfi négyes                |
| Bronz | Kip Carpenter | Gyorskorcsolya             | Férfi 500 m                 |
| Bronz | Joey Cheek | Gyorskorcsolya             | Férfi 1000 m                |
| Bronz | Jennifer Rodriguez | Gyorskorcsolya             | Női 1000 m                  |
| Bronz | Jennifer Rodriguez | Gyorskorcsolya             | Női 1500 m                  |
| Bronz | Timothy Goebel | Műkorcsolya                | Férfi egyéni                |
| Bronz | Michelle Kwan | Műkorcsolya                | Női egyéni                  |
| Bronz | Rusty Smith | Rövidpályás gyorskorcsolya | Férfi 500 m                 |
| Bronz | JJ Thomas | Snowboard                  | Férfi halfpipe              |
| Bronz | Chris Klug | Snowboard                  | Férfi parallel giant slalom |
| Bronz | Clay Ives Chris Thorpe | Szánkó                     | Kettes                      |

## Alpesisí
Férfi
| Versenyző       | Versenyszám            | 1. futam | 1. futam | 2. futam      | 2. futam      | Összesítés    | Összesítés    |         |         |
| Versenyző       | Versenyszám            | Idő      | Hely.    | Idő           | Hely.         | Idő           | Helyezés      |         |         |
| --------------- | ---------------------- | -------- | -------- | ------------- | ------------- | ------------- | ------------- | ------- | ------- |
| Jakub Fiala     | Lesiklás               |          |          |               |               | 1:41,84       | 27.           |         |         |
| Chip Knight     | Műlesiklás             | 50,85    | 16.      | 54,01         | 13.           | 1:44,86       | 11.           |         |         |
| Scott Macartney | Lesiklás               |          |          |               |               | 1:41,86       | 29.*          |         |         |
| Scott Macartney | Szuperóriás-műlesiklás |          |          |               |               | 1:25,80       | 25.           |         |         |
| Bode Miller     | Műlesiklás             | 48,37    | 2.       | 1:04,42       | 31.           | 1:52,79       | 24.           |         |         |
| Bode Miller     | Óriás-műlesiklás       | 1:12,89  | 7.       | 1:11,27       | 1.            | 2:24,16       |               |         |         |
| Daron Rahlves   | Lesiklás               |          |          |               |               | 1:40,84       | 16.           |         |         |
| Daron Rahlves   | Szuperóriás-műlesiklás |          |          |               |               | 1:22,48       | 8.            |         |         |
| Tom Rothrock    | Műlesiklás             | 50,61    | 14.      | nem ért célba | nem ért célba | kiesett       | kiesett       |         |         |
| Erik Schlopy    | Műlesiklás             | 51,27    | 20.      | 53,94         | 11.           | 1:45,21       | 13.           |         |         |
| Erik Schlopy    | Óriás-műlesiklás       | 1:24,06  | 72.      | nem ért célba | nem ért célba | kiesett       | kiesett       | kiesett | kiesett |
| Dane Spencer    | Óriás-műlesiklás       | 1:14,03  | 21.*     | 1:11,65       | 9.            | 2:25,68       | 16.           |         |         |
| Marco Sullivan  | Lesiklás               |          |          |               |               | 1:40,37       | 9.            |         |         |
| Marco Sullivan  | Szuperóriás-műlesiklás |          |          |               |               | nem ért célba | nem ért célba |         |         |
| Thomas Vonn     | Óriás-műlesiklás       | 1:14,59  | 28.      | 1:11,87       | 13.*          | 2:26,46       | 19.           |         |         |
| Thomas Vonn     | Szuperóriás-műlesiklás |          |          |               |               | 1:23,22       | 9.            |         |         |

| Versenyző     | Versenyszám | Lesiklás | Lesiklás | Műlesiklás    | Műlesiklás    | Műlesiklás | Műlesiklás | Műlesiklás | Műlesiklás | Összesítés | Összesítés |
| Versenyző     | Versenyszám | Lesiklás | Lesiklás | 1. futam      | 1. futam      | 2. futam   | 2. futam   | Össz.      | Össz.      | Összesítés | Összesítés |
| Versenyző     | Versenyszám | Idő      | Hely.    | Idő           | Hely.         | Idő        | Hely.      | Idő        | Hely.      | Idő        | Helyezés   |
| ------------- | ----------- | -------- | -------- | ------------- | ------------- | ---------- | ---------- | ---------- | ---------- | ---------- | ---------- |
| Jakub Fiala   | Összetett   | 1:41,85  | 21.*     | 51,24         | 19.*          | 57,34      | 21.        | 1:48,58    | 21.        | 3:30,43    | 19.        |
| Bode Miller   | Összetett   | 1:41,23  | 15.      | 46,88         | 5.*           | 49,73      | 1.         | 1:36,61    | 1.         | 3:17,84    |            |
| Casey Puckett | Összetett   | 1:41,80  | 20.      | nem ért célba | nem ért célba | kiesett    | kiesett    | kiesett    | kiesett    | kiesett    | kiesett    |

Női
| Versenyző        | Versenyszám            | 1. futam      | 1. futam      | 2. futam | 2. futam | Összesítés    | Összesítés    |
| Versenyző        | Versenyszám            | Idő           | Hely.         | Idő      | Hely.    | Idő           | Helyezés      |
| ---------------- | ---------------------- | ------------- | ------------- | -------- | -------- | ------------- | ------------- |
| Kirsten Clark    | Lesiklás               |               |               |          |          | 1:41,03       | 12.           |
| Kirsten Clark    | Óriás-műlesiklás       | 1:18,38       | 21.           | 1:18,04  | 28.      | 2:36,42       | 26.           |
| Kirsten Clark    | Szuperóriás-műlesiklás |               |               |          |          | 1:15,13       | 14.           |
| Lindsey Kildow   | Műlesiklás             | 56,84         | 30.           | 1:03,89  | 33.      | 2:00,73       | 32.           |
| Kristina Koznick | Műlesiklás             | nem ért célba | nem ért célba | kiesett  | kiesett  | kiesett       | kiesett       |
| Kristina Koznick | Óriás-műlesiklás       | 1:18,04       | 19.           | 1:16,18  | 16.      | 2:34,22       | 17.           |
| Caroline Lalive  | Lesiklás               |               |               |          |          | nem ért célba | nem ért célba |
| Caroline Lalive  | Szuperóriás-műlesiklás |               |               |          |          | nem ért célba | nem ért célba |
| Jonna Mendes     | Lesiklás               |               |               |          |          | 1:40,97       | 11.           |
| Jonna Mendes     | Szuperóriás-műlesiklás |               |               |          |          | 1:15,25       | 16.           |
| Katie Monahan    | Szuperóriás-műlesiklás |               |               |          |          | 1:15,59       | 17.           |
| Tasha Nelson     | Műlesiklás             | nem ért célba | nem ért célba | kiesett  | kiesett  | kiesett       | kiesett       |
| Sarah Schleper   | Műlesiklás             | nem ért célba | nem ért célba | kiesett  | kiesett  | kiesett       | kiesett       |
| Sarah Schleper   | Óriás-műlesiklás       | 1:18,61       | 23.           | 1:17,35  | 22.      | 2:35,96       | 21.           |
| Alex Shaffer     | Óriás-műlesiklás       | 1:19,38       | 33.           | 1:18,00  | 27.      | 2:37,38       | 28.           |
| Picabo Street    | Lesiklás               |               |               |          |          | 1:41,17       | 16.           |

| Versenyző       | Versenyszám | Műlesiklás | Műlesiklás | Műlesiklás | Műlesiklás | Műlesiklás | Műlesiklás | Lesiklás | Lesiklás | Összesítés    | Összesítés    |
| Versenyző       | Versenyszám | 1. futam   | 1. futam   | 2. futam   | 2. futam   | Össz.      | Össz.      | Lesiklás | Lesiklás | Összesítés    | Összesítés    |
| Versenyző       | Versenyszám | Idő        | Hely.      | Idő        | Hely.      | Idő        | Hely.      | Idő      | Hely.    | Idő           | Helyezés      |
| --------------- | ----------- | ---------- | ---------- | ---------- | ---------- | ---------- | ---------- | -------- | -------- | ------------- | ------------- |
| Lindsey Kildow  | Összetett   | 45,95      | 6.         | 45,49      | 16.        | 1:31,44    | 9.         | 1:16,61  | 4.       | 2:48,05       | 6.            |
| Caroline Lalive | Összetett   | 1:02,45    | 28.        | kiesett    | kiesett    | kiesett    | kiesett    | kiesett  | kiesett  | nem ért célba | nem ért célba |
| Julia Mancuso   | Összetett   | 47,66      | 16.        | 46,07      | 19.        | 1:33,73    | 19.        | 1:17,60  | 13.      | 2:51,33       | 13.           |

* - egy másik versenyzővel azonos eredményt ért el

## Biatlon
Férfi
| Versenyző                                            | Versenyszám           | Lövőhiba    | Időeredmény | Helyezés |
| ---------------------------------------------------- | --------------------- | ----------- | ----------- | -------- |
| Dan Campbell                                         | 20 km egyéni          | 6 (2+1+2+1) | 1:00:58,6   | 76.      |
| Jay Hakkinen                                         | 10 km sprint          | 1 (1+0)     | 26:43,5     | 26.      |
| Jay Hakkinen                                         | 12,5 km üldözőverseny | 1 (0+0+0+1) | 34:11,8     | 13.      |
| Jay Hakkinen                                         | 20 km egyéni          | 3 (0+2+0+1) | 55:13,8     | 26.      |
| Lawton Redman                                        | 10 km sprint          | 2 (1+1)     | 27:43,4     | 54.      |
| Lawton Redman                                        | 12,5 km üldözőverseny | 6 (1+0+3+2) | 38:59,0     | 52.      |
| Jeremy Teela                                         | 10 km sprint          | 2 (0+2)     | 26:36,6     | 20.      |
| Jeremy Teela                                         | 12,5 km üldözőverseny | 3 (0+1+2+0) | 35:18,1     | 23.      |
| Jeremy Teela                                         | 20 km egyéni          | 2 (1+1+0+0) | 53:56,5     | 14.      |
| Jeremy Teela Jay Hakkinen Dan Campbell Lawton Redman | 4 × 7,5 km váltó      | 2+18        | 1:30:27,1   | 15.      |

Női
| Versenyző                                                       | Versenyszám         | Lövőhiba       | Időeredmény | Helyezés   |
| --------------------------------------------------------------- | ------------------- | -------------- | ----------- | ---------- |
| Andrea Nahrgang                                                 | 7,5 km sprint       | 1 (1+0)        | 23:48,7     | 50.        |
| Andrea Nahrgang                                                 | 10 km üldözőverseny | 3 (0+1+1+1)    | 38:08,5     | 47.        |
| Kristina Sabasteanski                                           | 15 km egyéni        | 4 (0+1+0+3)    | 55:00,9     | 55.        |
| Kara Salmela                                                    | 7,5 km sprint       | 3 (1+2)        | 23:44,1     | 49.        |
| Kara Salmela                                                    | 10 km üldözőverseny | 5 (2+0+1+2)    | 37:07,7     | 45.        |
| Kara Salmela                                                    | 15 km egyéni        | 8 (1+1+2+4)    | 57:25,9     | 59.        |
| Rachel Steer                                                    | 7,5 km sprint       | 3 (2+1)        | 24:41,7     | 60.        |
| Rachel Steer                                                    | 10 km üldözőverseny | 6 (2+4+ – + –) | lekörözték  | lekörözték |
| Rachel Steer                                                    | 15 km egyéni        | 2 (0+1+1+0)    | 51:50,6     | 31.        |
| Andrea Nahrgang Kara Salmela Rachel Steer Kristina Sabasteanski | 4 × 7,5 km váltó    | 3+16           | 1:41:16,0   | 15.        |

## Bob
Férfi
| Versenyző                                              | Versenyszám | 1. futam | 1. futam | 2. futam | 2. futam | 3. futam | 3. futam | 4. futam | 4. futam | Összesítés | Összesítés |
| Versenyző                                              | Versenyszám | Idő      | Hely.    | Idő      | Hely.    | Idő      | Hely.    | Idő      | Hely.    | Idő        | Helyezés   |
| ------------------------------------------------------ | ----------- | -------- | -------- | -------- | -------- | -------- | -------- | -------- | -------- | ---------- | ---------- |
| Todd Hays Garrett Hines                                | Kettes      | 47,71    | 5.       | 47,70    | 5.*      | 47,61    | 3.*      | 47,63    | 2.       | 3:10,65    | 4.         |
| Brian Shimer Darrin Steele                             | Kettes      | 47,92    | 9.       | 47,99    | 9.       | 48,07    | 11.      | 47,95    | 8.       | 3:11,93    | 9.         |
| Todd Hays Randy Jones Bill Schuffenhauer Garrett Hines | Négyes      | 46,65    | 1.       | 46,61    | 1.       | 47,22    | 4.       | 47,33    | 3.       | 3:07,81    |            |
| Brian Shimer Mike Kohn Doug Sharp Dan Steele           | Négyes      | 46,83    | 5.       | 46,82    | 5.*      | 46,98    | 2.       | 47,23    | 1.       | 3:07,86    |            |

Női
| Versenyző                   | Versenyszám | 1. futam | 1. futam | 2. futam | 2. futam | Összesítés | Összesítés |
| Versenyző                   | Versenyszám | Idő      | Hely.    | Idő      | Hely.    | Idő        | Helyezés   |
| --------------------------- | ----------- | -------- | -------- | -------- | -------- | ---------- | ---------- |
| Jill Bakken Vonetta Flowers | Kettes      | 48,81    | 1.       | 48,95    | 1.       | 1:37,76    |            |
| Jean Racine Gea Johnson     | Kettes      | 49,31    | 5.       | 49,42    | 5.       | 1:38,73    | 5.         |

* - egy másik csapattal azonos eredményt ért el

## Curling

### Férfi
- Tim Somerville
- Don Barcome Jr.
- Myles Brundidge
- John Gordon
- Mike Schneeberger

#### Eredmények
Csoportkör
| Nemzet           | Szkip                  | Klub            | Város      | Gy | V |
| ---------------- | ---------------------- | --------------- | ---------- | -- | - |
| Kanada           | Kevin Martin           | Ottewell CC     | Edmonton   | 8  | 1 |
| Norvégia         | Pål Trulsen            | Stabekk CC      | Oslo       | 7  | 2 |
| Svájc            | Andreas Schwaller      | Biel-Touring CC | Biel       | 6  | 3 |
| Svédország       | Peja Lindholm          | Östersunds CK   | Östersund  | 6  | 3 |
| Finnország       | Markku Uusipaavalniemi | Oulunkylä CC    | Helsinki   | 5  | 4 |
| Németország      | Sebastian Stock        | EC Oberstdorf   | Oberstdorf | 4  | 5 |
| Dánia            | Ulrik Schmidt          | Hvidovre CC     | Hvidovre   | 3  | 6 |
| Nagy-Britannia   | Hammy McMillan         | Stranraer CC    | Stranraer  | 3  | 6 |
| Egyesült Államok | Tim Somerville         | Superior CC     | Superior   | 3  | 6 |
| Franciaország    | Dominique Dupont-Roc   | Chamonix CC     | Chamonix   | 0  | 9 |

- február 11., 09:00

| Sheet C            | Sheet C                       | 1 | 2 | 3 | 4 | 5 | 6 | 7 | 8 | 9 | 10 | VE |
| 1. end utolsó köve | Egyesült Államok (Somerville) | 2 | 1 | 0 | 0 | 1 | 0 | 4 | 0 | 2 | X  | 10 |
|                    | Svédország (Lindholm)         | 0 | 0 | 1 | 1 | 0 | 1 | 0 | 2 | 0 | X  | 5  |

- február 11., 19:00

| Sheet B            | Sheet B                       | 1 | 2 | 3 | 4 | 5 | 6 | 7 | 8 | 9 | 10 | VE |
| 1. end utolsó köve | Egyesült Államok (Somerville) | 0 | 1 | 0 | 0 | 0 | 0 | 2 | 0 | 0 | X  | 3  |
|                    | Kanada (Martin)               | 1 | 0 | 3 | 0 | 1 | 1 | 0 | 1 | 1 | X  | 8  |

- február 13., 09:00

| Sheet C            | Sheet C                       | 1 | 2 | 3 | 4 | 5 | 6 | 7 | 8 | 9 | 10 | 11 | VE |
| 1. end utolsó köve | Németország (Stock)           | 2 | 0 | 0 | 2 | 0 | 2 | 0 | 1 | 0 | 1  | 1  | 9  |
|                    | Egyesült Államok (Somerville) | 0 | 0 | 2 | 0 | 1 | 0 | 3 | 0 | 2 | 0  | 0  | 8  |

- február 13., 19:00

| Sheet D            | Sheet D                       | 1 | 2 | 3 | 4 | 5 | 6 | 7 | 8 | 9 | 10 | VE |
| 1. end utolsó köve | Norvégia (Trulsen)            | 1 | 0 | 0 | 1 | 1 | 0 | 1 | 0 | 0 | 2  | 6  |
|                    | Egyesült Államok (Somerville) | 0 | 1 | 1 | 0 | 0 | 1 | 0 | 1 | 1 | 0  | 5  |

- február 14., 14:00

| Sheet B            | Sheet B                       | 1 | 2 | 3 | 4 | 5 | 6 | 7 | 8 | 9 | 10 | VE |
|                    | Svájc (Schwaller)             | 0 | 0 | 0 | 0 | 0 | 1 | 0 | 1 | 0 | X  | 2  |
| 1. end utolsó köve | Egyesült Államok (Somerville) | 0 | 0 | 0 | 2 | 2 | 0 | 1 | 0 | 1 | X  | 6  |

- február 15., 09:00

| Sheet A            | Sheet A                       | 1 | 2 | 3 | 4 | 5 | 6 | 7 | 8 | 9 | 10 | VE |
| 1. end utolsó köve | Franciaország (Dupont-Roc)    | 1 | 0 | 0 | 1 | 0 | 0 | 0 | 1 | 0 | X  | 3  |
|                    | Egyesült Államok (Somerville) | 0 | 0 | 2 | 0 | 0 | 2 | 1 | 0 | 3 | X  | 8  |

- február 16., 14:00

| Sheet C            | Sheet C                       | 1 | 2 | 3 | 4 | 5 | 6 | 7 | 8 | 9 | 10 | 11 | VE |
|                    | Egyesült Államok (Somerville) | 0 | 2 | 0 | 2 | 0 | 1 | 0 | 1 | 0 | 1  | 0  | 7  |
| 1. end utolsó köve | Dánia (Schmidt)               | 2 | 0 | 1 | 0 | 1 | 0 | 2 | 0 | 1 | 0  | 2  | 9  |

- február 17., 19:00

| Sheet D            | Sheet D                       | 1 | 2 | 3 | 4 | 5 | 6 | 7 | 8 | 9 | 10 | VE |
| 1. end utolsó köve | Egyesült Államok (Somerville) | 0 | 1 | 0 | 1 | 0 | 0 | 0 | 1 | 1 | 0  | 4  |
|                    | Finnország (Uusipaavalniemi)  | 0 | 0 | 2 | 0 | 1 | 1 | 1 | 0 | 0 | 1  | 6  |

- február 18., 14:00

| Sheet C            | Sheet C                       | 1 | 2 | 3 | 4 | 5 | 6 | 7 | 8 | 9 | 10 | VE |
|                    | Nagy-Britannia (Smith)        | 0 | 2 | 2 | 0 | 1 | 0 | 0 | 1 | 0 | 1  | 7  |
| 1. end utolsó köve | Egyesült Államok (Somerville) | 1 | 0 | 0 | 1 | 0 | 1 | 1 | 0 | 2 | 0  | 6  |

| Csapat           | Helyezés |
| ---------------- | -------- |
| Egyesült Államok | 9.       |

### Női
- Kari Erickson
- Joni Cotten
- Stacey Liapis
- Ann Swisshelm
- Deborah McCormick

#### Eredmények
Csoportkör
| Nemzet           | Szkip              | Klub          | Város                  | Gy | V |
| ---------------- | ------------------ | ------------- | ---------------------- | -- | - |
| Kanada           | Kelley Law         | Royal City CC | New Westminster        | 8  | 1 |
| Svájc            | Luzia Ebnöther     | CC Bern AAM   | Bern                   | 7  | 2 |
| Egyesült Államok | Kari Erickson      | Bemidji CC    | Bemidji                | 6  | 3 |
| Nagy-Britannia   | Rhona Martin       | Greenacres CC | Howwood                | 5  | 4 |
| Németország      | Nathalie Nessler   | SC Riessersee | Garmisch-Partenkirchen | 5  | 4 |
| Svédország       | Elisabet Gustafson | Umeå CC       | Umeå                   | 5  | 4 |
| Norvégia         | Dordi Nordby       | Snarøen CC    | Oslo                   | 4  | 5 |
| Japán            | Kató Akiko         | Tokoro CC     | Tokoro                 | 2  | 7 |
| Dánia            | Lene Bidstrup      | Hvidovre CC   | Hvidovre               | 2  | 7 |
| Oroszország      | Olga Zsarkova      | Moskvitch CC  | Moszkva                | 1  | 8 |

- február 12., 09:00

| Sheet A            | Sheet A                     | 1 | 2 | 3 | 4 | 5 | 6 | 7 | 8 | 9 | 10 | VE |
| 1. end utolsó köve | Japán (Kató)                | 0 | 1 | 0 | 2 | 3 | 0 | 0 | 0 | 1 | 0  | 7  |
|                    | Egyesült Államok (Erickson) | 0 | 0 | 1 | 0 | 0 | 3 | 1 | 1 | 0 | 2  | 8  |

- február 12., 19:00

| Sheet B            | Sheet B                     | 1 | 2 | 3 | 4 | 5 | 6 | 7 | 8 | 9 | 10 | VE |
|                    | Svédország (Gustafson)      | 0 | 1 | 0 | 1 | 0 | 0 | 2 | 0 | 1 | 0  | 5  |
| 1. end utolsó köve | Egyesült Államok (Erickson) | 1 | 0 | 2 | 0 | 1 | 1 | 0 | 0 | 0 | 1  | 6  |

- február 13., 14:00

| Sheet A            | Sheet A                     | 1 | 2 | 3 | 4 | 5 | 6 | 7 | 8 | 9 | 10 | VE |
|                    | Egyesült Államok (Erickson) | 0 | 0 | 0 | 1 | 0 | 1 | 1 | 1 | 0 | 0  | 4  |
| 1. end utolsó köve | Kanada (Law)                | 1 | 1 | 0 | 0 | 2 | 0 | 0 | 0 | 0 | 2  | 6  |

- február 14., 09:00

| Sheet C            | Sheet C                     | 1 | 2 | 3 | 4 | 5 | 6 | 7 | 8 | 9 | 10 | VE |
| 1. end utolsó köve | Dánia (Bidstrup)            | 1 | 0 | 0 | 2 | 0 | 2 | 0 | 1 | 2 | 1  | 9  |
|                    | Egyesült Államok (Erickson) | 0 | 0 | 1 | 0 | 2 | 0 | 1 | 0 | 0 | 0  | 4  |

- február 14., 19:00

| Sheet B            | Sheet B                     | 1 | 2 | 3 | 4 | 5 | 6 | 7 | 8 | 9 | 10 | VE |
|                    | Egyesült Államok (Erickson) | 0 | 1 | 0 | 1 | 0 | 0 | 2 | 1 | 1 | 0  | 6  |
| 1. end utolsó köve | Svájc (Ebnöther)            | 1 | 0 | 2 | 0 | 1 | 1 | 0 | 0 | 0 | 2  | 7  |

- február 16., 09:00

| Sheet B            | Sheet B                     | 1 | 2 | 3 | 4 | 5 | 6 | 7 | 8 | 9 | 10 | VE |
|                    | Oroszország (Zsarkova)      | 0 | 0 | 0 | 1 | 0 | 1 | 0 | 1 | 0 | 1  | 4  |
| 1. end utolsó köve | Egyesült Államok (Erickson) | 2 | 1 | 0 | 0 | 4 | 0 | 1 | 0 | 3 | 0  | 11 |

- február 16., 19:00

| Sheet A            | Sheet A                     | 1 | 2 | 3 | 4 | 5 | 6 | 7 | 8 | 9 | 10 | VE |
| 1. end utolsó köve | Egyesült Államok (Erickson) | 0 | 1 | 0 | 1 | 0 | 2 | 0 | 0 | 2 | 1  | 7  |
|                    | Németország (Neßler)        | 1 | 0 | 0 | 0 | 1 | 0 | 3 | 1 | 0 | 0  | 6  |

- február 17., 14:00

| Sheet D            | Sheet D                     | 1 | 2 | 3 | 4 | 5 | 6 | 7 | 8 | 9 | 10 | 11 | VE |
| 1. end utolsó köve | Nagy-Britannia (Martin)     | 1 | 0 | 0 | 1 | 0 | 2 | 0 | 0 | 1 | 0  | 0  | 5  |
|                    | Egyesült Államok (Erickson) | 0 | 1 | 0 | 0 | 1 | 0 | 1 | 0 | 0 | 2  | 1  | 6  |

- február 18., 09:00

| Sheet C            | Sheet C                     | 1 | 2 | 3 | 4 | 5 | 6 | 7 | 8 | 9 | 10 | VE |
|                    | Norvégia (Nordby)           | 1 | 0 | 0 | 0 | 1 | 0 | 0 | X | X | X  | 2  |
| 1. end utolsó köve | Egyesült Államok (Erickson) | 0 | 2 | 1 | 3 | 0 | 4 | 1 | X | X | X  | 11 |

Elődöntő
- február 20., 09:00

| Sheet B            | Sheet B                     | 1 | 2 | 3 | 4 | 5 | 6 | 7 | 8 | 9 | 10 | VE |
|                    | Svájc (Ebnöther)            | 0 | 2 | 1 | 0 | 0 | 1 | 2 | 0 | 3 | X  | 9  |
| 1. end utolsó köve | Egyesült Államok (Erickson) | 1 | 0 | 0 | 1 | 1 | 0 | 0 | 1 | 0 | X  | 4  |

Bronzmérkőzés
- február 21., 09:00

| Sheet C            | Sheet C                     | 1 | 2 | 3 | 4 | 5 | 6 | 7 | 8 | 9 | 10 | VE |
|                    | Egyesült Államok (Erickson) | 0 | 1 | 1 | 0 | 0 | 1 | 0 | 2 | 0 | 0  | 5  |
| 1. end utolsó köve | Kanada (Law)                | 2 | 0 | 0 | 2 | 1 | 0 | 2 | 0 | 1 | 1  | 9  |

| Csapat           | Helyezés |
| ---------------- | -------- |
| Egyesült Államok | 4.       |

## Északi összetett
| Versenyző                                            | Versenyszám        | Síugrás | Síugrás | Síugrás    | Sífutás | Sífutás | Összesítés | Összesítés |
| Versenyző                                            | Versenyszám        | Pont    | Hely.   | Időhátrány | Idő     | Hely.   | Idő        | Helyezés   |
| ---------------------------------------------------- | ------------------ | ------- | ------- | ---------- | ------- | ------- | ---------- | ---------- |
| Matt Dayton                                          | Normálsánc + 15 km | 209,5   | 32.*    | +4:50      | 38:22,3 | 7.      | 43:12,3    | 18.        |
| Matt Dayton                                          | Nagysánc + 7,5 km  | 87,1    | 39.     | +2:18      | 16:57,9 | 22.     | 19:15,9    | 36.        |
| Bill Demong                                          | Normálsánc + 15 km | 239,5   | 8.      | +2:20      | 40:58,1 | 36.     | 43:18,1    | 19.        |
| Bill Demong                                          | Nagysánc + 7,5 km  | 108,2   | 13.     | +0:59      | 16:57,1 | 21.     | 17:56,1    | 14.        |
| Todd Lodwick                                         | Normálsánc + 15 km | 240,5   | 7.      | +2:15      | 39:24,4 | 19.     | 41:39,4    | 7.         |
| Todd Lodwick                                         | Nagysánc + 7,5 km  | 109,0   | 12.     | +0:56      | 16:36,1 | 11.     | 17:32,1    | 5.         |
| Johnny Spillane                                      | Normálsánc + 15 km | 218,0   | 26.     | +4:08      | 40:57,5 | 35.     | 45:05,5    | 32.        |
| Johnny Spillane                                      | Nagysánc + 7,5 km  | 91,3    | 37.     | +2:02      | 16:34,4 | 10.     | 18:36,4    | 32.        |
| Todd Lodwick Matt Dayton Johnny Spillane Bill Demong | Csapat             | 905,0   | 3.      | +1:34      | 48:20,1 | 4.      | 49:54,1    | 4.         |

* - egy másik versenyzővel azonos eredményt ért el

## Gyorskorcsolya
Férfi
| Versenyző          | Versenyszám | 1. futam | 1. futam | 2. futam | 2. futam | Eredmény | Helyezés |
| Versenyző          | Versenyszám | Idő      | Hely.    | Idő      | Hely.    | Eredmény | Helyezés |
| ------------------ | ----------- | -------- | -------- | -------- | -------- | -------- | -------- |
| KC Boutiette       | 5000 m      |          |          |          |          | 6:22,97  | 5.       |
| Kip Carpenter      | 500 m       | 34,68    | 3.       | 34,79    | 5.       | 69,47    |          |
| Kip Carpenter      | 1000 m      |          |          |          |          | 1:07,89  | 4.       |
| Joey Cheek         | 500 m       | 34,78    | 7.       | 34,82    | 8.       | 69,60    | 6.       |
| Joey Cheek         | 1000 m      |          |          |          |          | 1:07,61  |          |
| Joey Cheek         | 1500 m      |          |          |          |          | 1:45,34  | 4.       |
| Casey FitzRandolph | 500 m       | 34,42    | 1.       | 34,81    | 6.*      | 69,23    |          |
| Casey FitzRandolph | 1000 m      |          |          |          |          | 1:08,15  | 7.       |
| Jason Hedstrand    | 10 000 m    |          |          |          |          | 13:32,99 | 12.      |
| Derek Parra        | 1500 m      |          |          |          |          | 1:43,95  |          |
| Derek Parra        | 5000 m      |          |          |          |          | 6:17,98  |          |
| Derek Parra        | 10 000 m    |          |          |          |          | 13:33,44 | 13.      |
| Nick Pearson       | 1000 m      |          |          |          |          | 1:07,97  | 6.       |
| Nick Pearson       | 1500 m      |          |          |          |          | 1:45,51  | 6.       |
| Marc Pelchat       | 500 m       | 37,59~   | 34.      | 34,99    | 13.      | 72,58    | 28.      |
| J. P. Shilling     | 1500 m      |          |          |          |          | 1:46,29  | 14.      |
| Jondon Trevena     | 5000 m      |          |          |          |          | 6:30,15  | 15.      |

Női
| Versenyző          | Versenyszám | 1. futam | 1. futam | 2. futam       | 2. futam       | Eredmény | Helyezés |
| Versenyző          | Versenyszám | Idő      | Hely.    | Idő            | Hely.          | Eredmény | Helyezés |
| ------------------ | ----------- | -------- | -------- | -------------- | -------------- | -------- | -------- |
| Annie Driscoll     | 3000 m      |          |          |                |                | 4:15,61  | 21.      |
| Annie Driscoll     | 5000 m      |          |          |                |                | 7:35,23  | 14.      |
| Elli Ochowicz      | 500 m       | 38,85    | 21.      | 38,86          | 22.            | 77,71    | 22.      |
| Catherine Raney    | 3000 m      |          |          |                |                | 4:07,59  | 13.      |
| Catherine Raney    | 5000 m      |          |          |                |                | 7:06,89  | 9.       |
| Jennifer Rodriguez | 1000 m      |          |          |                |                | 1:14,24  |          |
| Jennifer Rodriguez | 1500 m      |          |          |                |                | 1:55,32  |          |
| Jennifer Rodriguez | 3000 m      |          |          |                |                | 4:04,99  | 7.       |
| Amy Sannes         | 500 m       | 38,86    | 22.      | nem ért célba~ | nem ért célba~ | kiesett  | kiesett  |
| Amy Sannes         | 1000 m      |          |          |                |                | 1:15,09  | 14.      |
| Amy Sannes         | 1500 m      |          |          |                |                | 1:56,29  | 8.       |
| Becky Sundstrom    | 500 m       | 38,89    | 23.      | 38,71          | 17.*           | 77,60    | 20.      |
| Becky Sundstrom    | 1000 m      |          |          |                |                | 1:15,88  | 16.      |
| Becky Sundstrom    | 1500 m      |          |          |                |                | 1:57,33  | 13.      |
| Chris Witty        | 500 m       | 38,37    | 17.      | 38,36          | 12.            | 76,73    | 14.      |
| Chris Witty        | 1000 m      |          |          |                |                | 1:13,83  |          |
| Chris Witty        | 1500 m      |          |          |                |                | 1:55,71  | 5.       |

* - egy másik versenyzővel azonos eredményt ért el

~ - a futam során elesett

## Jégkorong

### Férfi
| Amerikai nemzeti férfi jégkorongcsapat-játékoskeret | Amerikai nemzeti férfi jégkorongcsapat-játékoskeret | Amerikai nemzeti férfi jégkorongcsapat-játékoskeret | Amerikai nemzeti férfi jégkorongcsapat-játékoskeret | Amerikai nemzeti férfi jégkorongcsapat-játékoskeret | Amerikai nemzeti férfi jégkorongcsapat-játékoskeret | Amerikai nemzeti férfi jégkorongcsapat-játékoskeret |
| #                                                   | Név                                                 | Poszt                                               | Magasság                                            | Súly                                                | Kor                                                 | Klub                                                |
| --------------------------------------------------- | --------------------------------------------------- | --------------------------------------------------- | --------------------------------------------------- | --------------------------------------------------- | --------------------------------------------------- | --------------------------------------------------- |
| 1                                                   | Mike Dunham                                         | K                                                   | 192                                                 | 90                                                  | 1972. június 1. (29 évesen)                         | Nashville Predators                                 |
| 30                                                  | Tom Barrasso                                        | K                                                   | 192                                                 | 95                                                  | 1965. március 31. (36 évesen)                       | Carolina Hurricanes                                 |
| 35                                                  | Mike Richter                                        | K                                                   | 182                                                 | 84                                                  | 1966. szeptember 22. (35 évesen)                    | New York Rangers                                    |
| 2                                                   | Brian Leetch                                        | V                                                   | 187                                                 | 91                                                  | 1968. március 3. (33 évesen)                        | New York Rangers                                    |
| 3                                                   | Brian Rafalski                                      | V                                                   | 177                                                 | 91                                                  | 1973. szeptember 28. (28 évesen)                    | New Jersey Devils                                   |
| 5                                                   | Tom Poti                                            | V                                                   | 192                                                 | 97                                                  | 1977. március 22. (24 évesen)                       | Edmonton Oilers                                     |
| 6                                                   | Phil Housley                                        | V                                                   | 179                                                 | 84                                                  | 1964. szeptember 3. (37 évesen)                     | Chicago Blackhawks                                  |
| 20                                                  | Gary Suter                                          | V                                                   | 184                                                 | 97                                                  | 1964. június 24. (37 évesen)                        | San Jose Sharks                                     |
| 24                                                  | Chris Chelios                                       | V                                                   | 187                                                 | 86                                                  | 1962. január 25. (40 évesen)                        | Detroit Red Wings                                   |
| 33                                                  | Aaron Miller                                        | V                                                   | 192                                                 | 91                                                  | 1971. augusztus 11. (30 évesen)                     | Los Angeles Kings                                   |
| 7                                                   | Keith Tkachuk                                       | T                                                   | 189                                                 | 102                                                 | 1972. március 28. (29 évesen)                       | St. Louis Blues                                     |
| 9                                                   | Mike Modano                                         | T                                                   | 192                                                 | 93                                                  | 1970. július 6. (31 évesen)                         | Dallas Stars                                        |
| 10                                                  | John Leclair                                        | T                                                   | 192                                                 | 103                                                 | 1969. július 5. (32 évesen)                         | Philadelphia Flyers                                 |
| 11                                                  | Tony Amonte                                         | T                                                   | 184                                                 | 91                                                  | 1970. augusztus 2. (31 évesen)                      | Chicago Blackhawks                                  |
| 12                                                  | Brian Rolston                                       | T                                                   | 189                                                 | 93                                                  | 1973. február 21. (28 évesen)                       | Boston Bruins                                       |
| 13                                                  | Bill Guerin                                         | T                                                   | 189                                                 | 95                                                  | 1970. november 9. (31 évesen)                       | Boston Bruins                                       |
| 16                                                  | Brett Hull                                          | T                                                   | 179                                                 | 92                                                  | 1964. augusztus 9. (37 évesen)                      | Detroit Red Wings                                   |
| 18                                                  | Chris Drury                                         | T                                                   | 179                                                 | 84                                                  | 1976. augusztus 20. (25 évesen)                     | Colorado Avalanche                                  |
| 28                                                  | Adam Deadmarsh                                      | T                                                   | 184                                                 | 88                                                  | 1975. május 10. (26 évesen)                         | Los Angeles Kings                                   |
| 39                                                  | Doug Weight                                         | T                                                   | 182                                                 | 91                                                  | 1971. január 21. (31 évesen)                        | St. Louis Blues                                     |
| 48                                                  | Scott Young                                         | T                                                   | 187                                                 | 91                                                  | 1967. október 1. (34 évesen)                        | St. Louis Blues                                     |
| 61                                                  | Mike York                                           | T                                                   | 178                                                 | 84                                                  | 1978. január 3. (24 évesen)                         | New York Rangers                                    |
| 97                                                  | Jeremy Roenick                                      | T                                                   | 184                                                 | 93                                                  | 1970. január 17. (32 évesen)                        | Philadelphia Flyers                                 |
| Vezetőedző: Herb Brooks                             | Vezetőedző: Herb Brooks                             | Vezetőedző: Herb Brooks                             | Vezetőedző: Herb Brooks                             | Vezetőedző: Herb Brooks                             | 1937. augusztus 5. (64 évesen)                      | 1937. augusztus 5. (64 évesen)                      |

- Posztok rövidítései: K – Kapus, V – Védő, T – Támadó
- Kor: 2002. február 9-i kora

#### Eredmények
Csoportkör
D csoport
| Csapat           | M | Gy | V | D | G+ | G– | Gk  | P |
| ---------------- | - | -- | - | - | -- | -- | --- | - |
| Egyesült Államok | 3 | 2  | 0 | 1 | 16 | 3  | +13 | 5 |
| Finnország       | 3 | 2  | 1 | 0 | 11 | 8  | +3  | 4 |
| Oroszország      | 3 | 1  | 1 | 1 | 9  | 9  | 0   | 3 |
| Fehéroroszország | 3 | 0  | 3 | 0 | 6  | 22 | −16 | 0 |

| 2002. február 15. | Finnország | 0 – 6 (0–0, 0–3, 0–3) | Egyesült Államok | E Center, West Valley City Nézőszám: 8597 |

|  |  |  |  |  |
|  |  |  |  |  |
|  |  |  |  |  |
|  |  |  |  |  |

| 2002. február 16. | Egyesült Államok | 2 – 2 (0–0, 1–1, 1–1) | Oroszország | E Center, West Valley City Nézőszám: 8599 |

|  |  |  |  |  |
|  |  |  |  |  |
|  |  |  |  |  |
|  |  |  |  |  |

| 2002. február 18. | Fehéroroszország | 1 – 8 (1–0, 0–3, 0–5) | Egyesült Államok | E Center, West Valley City Nézőszám: 8599 |

|  |  |  |  |  |
|  |  |  |  |  |
|  |  |  |  |  |
|  |  |  |  |  |

Negyeddöntő
| 2002. február 20. | Egyesült Államok | 5 – 0 (1–0, 4–0, 0–0) | Németország | E Center, West Valley City Nézőszám: 8599 |

|  |  |  |  |  |
|  |  |  |  |  |
|  |  |  |  |  |
|  |  |  |  |  |

Elődöntő
| 2002. február 22. | Oroszország | 2 – 3 (0–1, 0–2, 2–0) | Egyesült Államok | E Center, West Valley City Nézőszám: 8599 |

|  |  |  |  |  |
|  |  |  |  |  |
|  |  |  |  |  |
|  |  |  |  |  |

Döntő
| 2002. február 24. | Egyesült Államok | 2 – 5 (1–2, 1–1, 0–2) | Kanada | E Center, West Valley City Nézőszám: 8599 |

| |       |                                                                          |  |  |
| \| Amonte - 08:49 Rafalski - 35:30 \| Gólok \| 14:50 - Kariya 18:33 - Iginla 38:19 - Sakic 56:01 - Iginla 58:40 - Sakic \| |       |                                                                          |  |  |
| |       |                                                                          |  |  |
| |       |                                                                          |  |  |
| Amonte - 08:49 Rafalski - 35:30                                                                                            | Gólok | 14:50 - Kariya 18:33 - Iginla 38:19 - Sakic 56:01 - Iginla 58:40 - Sakic |  |  |

| Csapat           | Helyezés |
| ---------------- | -------- |
| Egyesült Államok |          |

### Női
| Amerikai nemzeti női jégkorongcsapat-játékoskeret | Amerikai nemzeti női jégkorongcsapat-játékoskeret | Amerikai nemzeti női jégkorongcsapat-játékoskeret | Amerikai nemzeti női jégkorongcsapat-játékoskeret | Amerikai nemzeti női jégkorongcsapat-játékoskeret | Amerikai nemzeti női jégkorongcsapat-játékoskeret | Amerikai nemzeti női jégkorongcsapat-játékoskeret |
| #                                                 | Név                                               | Poszt                                             | Magasság                                          | Súly                                              | Kor                                               | Klub                                              |
| ------------------------------------------------- | ------------------------------------------------- | ------------------------------------------------- | ------------------------------------------------- | ------------------------------------------------- | ------------------------------------------------- | ------------------------------------------------- |
| 1                                                 | Sara Decosta                                      | K                                                 | 65                                                | 143                                               | 1977. május 13. (24 évesen)                       | US National Team                                  |
| 29                                                | Sarah Tueting                                     | K                                                 | 63                                                | 139                                               | 1976. április 26. (25 évesen)                     | US National Team                                  |
| 2                                                 | Tara Mounsey                                      | V                                                 | 68                                                | 150                                               | 1978. március 12. (23 évesen)                     | US National Team                                  |
| 3                                                 | Courtney Kennedy                                  | V                                                 | 86                                                | 190                                               | 1979. március 29. (22 évesen)                     | University of Minnesota                           |
| 4                                                 | Angela Ruggiero                                   | V                                                 | 86                                                | 190                                               | 1980. január 3. (22 évesen)                       | US National Team                                  |
| 5                                                 | Lyndsay Wall                                      | V                                                 | 64                                                | 141                                               | 1985. május 12. (16 évesen)                       | Syracuse Stars                                    |
| 7                                                 | Sue Merz                                          | V                                                 | 65                                                | 143                                               | 1972. április 10. (29 évesen)                     | US National Team                                  |
| 11                                                | A. J. Mleczko                                     | V                                                 | 72                                                | 159                                               | 1975. június 14. (26 évesen)                      | US National Team                                  |
| 24                                                | Chris Bailey                                      | V                                                 | 72                                                | 159                                               | 1972. február 5. (30 évesen)                      | US National Team                                  |
| 6                                                 | Karyn Bye                                         | T                                                 | 75                                                | 165                                               | 1971. május 18. (30 évesen)                       | US National Team                                  |
| 8                                                 | Laurie Baker                                      | T                                                 | 61                                                | 134                                               | 1976. november 6. (25 évesen)                     | US National Team                                  |
| 9                                                 | Andrea Kilbourne                                  | T                                                 | 79                                                | 174                                               | 1980. április 19. (21 évesen)                     | Princeton University                              |
| 12                                                | Jenny Potter                                      | T                                                 | 65                                                | 143                                               | 1979. január 12. (23 évesen)                      | US National Team                                  |
| 13                                                | Julie Chu                                         | T                                                 | 70                                                | 154                                               | 1982. március 13. (19 évesen)                     | US National Team                                  |
| 15                                                | Shelley Looney                                    | T                                                 | 63                                                | 139                                               | 1972. január 21. (30 évesen)                      | US National Team                                  |
| 17                                                | Krissy Wendell                                    | T                                                 | 70                                                | 154                                               | 1981. szeptember 12. (20 évesen)                  | US National Team                                  |
| 20                                                | Katie King                                        | T                                                 | 76                                                | 168                                               | 1975. május 24. (26 évesen)                       | US National Team                                  |
| 21                                                | Cammi Granato                                     | T                                                 | 63                                                | 139                                               | 1971. március 25. (30 évesen)                     | US National Team                                  |
| 22                                                | Natalie Darwitz                                   | T                                                 | 59                                                | 130                                               | 1983. október 13. (18 évesen)                     | US National Team                                  |
| 25                                                | Tricia Dunn                                       | T                                                 | 68                                                | 150                                               | 1974. április 25. (27 évesen)                     | US National Team                                  |
| Vezetőedző: Benjamin Smith                        | Vezetőedző: Benjamin Smith                        | Vezetőedző: Benjamin Smith                        | Vezetőedző: Benjamin Smith                        | Vezetőedző: Benjamin Smith                        | 1946. január 22. (56 évesen)                      | 1946. január 22. (56 évesen)                      |

- Posztok rövidítései: K – Kapus, V – Védő, T – Támadó
- Kor: 2002. február 9-i kora

#### Eredmények
B csoport
| Csapat           | M | Gy | V | D | G+ | G– | Gk  | P |
| ---------------- | - | -- | - | - | -- | -- | --- | - |
| Egyesült Államok | 3 | 3  | 0 | 0 | 28 | 1  | +27 | 6 |
| Finnország       | 3 | 2  | 1 | 0 | 7  | 6  | +1  | 4 |
| Németország      | 3 | 0  | 2 | 1 | 6  | 18 | −12 | 1 |
| Kína             | 3 | 0  | 2 | 1 | 6  | 21 | −15 | 1 |

| 2002. február 12. | Egyesült Államok | 10 – 0 (2–0, 4–0, 4–0) | Németország | E Center, West Valley City Nézőszám: 8504 |

|  |  |  |  |  |
|  |  |  |  |  |
|  |  |  |  |  |
|  |  |  |  |  |

| 2002. február 14. | Kína | 1 – 12 (0–3, 1–5, 0–4) | Egyesült Államok | Peaks Ice Arena, Provo Nézőszám: 6325 |

|  |  |  |  |  |
|  |  |  |  |  |
|  |  |  |  |  |
|  |  |  |  |  |

| 2002. február 16. | Egyesült Államok | 5 – 0 (3–0, 1–0, 1–0) | Finnország | E Center, West Valley City Nézőszám: 8507 |

|  |  |  |  |  |
|  |  |  |  |  |
|  |  |  |  |  |
|  |  |  |  |  |

Elődöntő
| 2002. február 19. | Egyesült Államok | 4 – 0 (2–0, 1–0, 1–0) | Svédország | E Center, West Valley City Nézőszám: 7738 |

|  |  |  |  |  |
|  |  |  |  |  |
|  |  |  |  |  |
|  |  |  |  |  |

Döntő
| 2002. február 21. | Egyesült Államok | 2 – 3 (0–1, 1–2, 1–0) | Kanada | E Center, West Valley City Nézőszám: 8599 |

|  |  |  |  |  |
|  |  |  |  |  |
|  |  |  |  |  |
|  |  |  |  |  |

| Csapat           | Helyezés |
| ---------------- | -------- |
| Egyesült Államok |          |

## Műkorcsolya
| Versenyző                     | Versenyszám  | Rövid program     | Rövid program | Rövid program | Kűr               | Kűr   | Kűr         | Összesítés         | Összesítés |
| Versenyző                     | Versenyszám  | Több. hely. száma | Hely.         | Hely. pont.   | Több. hely. száma | Hely. | Hely. pont. | Helyezési pontszám | Helyezés   |
| ----------------------------- | ------------ | ----------------- | ------------- | ------------- | ----------------- | ----- | ----------- | ------------------ | ---------- |
| Timothy Goebel                | Férfi egyéni | 6×3+              | 3.            | 1,5           | 7×3+              | 3.    | 3,0         | 4,5                |            |
| Todd Eldredge                 | Férfi egyéni | 5×9+              | 9.            | 4,5           | 5×6+              | 6.    | 6,0         | 10,5               | 6.         |
| Michael Weiss                 | Férfi egyéni | 5×8+              | 8.            | 4,0           | 5×6+              | 7.    | 7,0         | 11,0               | 7.         |
| Sarah Hughes                  | Női egyéni   | 7×5+              | 4.            | 2,0           | 5×1+              | 1.    | 1,0         | 3,0                |            |
| Michelle Kwan                 | Női egyéni   | 5×1+              | 1.            | 0,5           | 5×2+              | 3.    | 3,0         | 3,5                |            |
| Sasha Cohen                   | Női egyéni   | 6×3+              | 3.            | 1,5           | 8×4+              | 4.    | 4,0         | 5,5                | 4.         |
| Kyoko Ina John Zimmerman      | Páros        | 7×5+              | 5.            | 2,5           | 8×5+              | 5.    | 5,0         | 7,5                | 5.         |
| Tiffany Scott Philip Dulebohn | Páros        | 5×12+             | 11.           | 5,5           | 7×13+             | 13.   | 13,0        | 18,5               | 13.        |

| Versenyző                    | Versenyszám | Kötelező tánc 1   | Kötelező tánc 1 | Kötelező tánc 1 | Kötelező tánc 2   | Kötelező tánc 2 | Kötelező tánc 2 | Eredeti (original) tánc | Eredeti (original) tánc | Eredeti (original) tánc | Kűr               | Kűr   | Kűr         | Összesítés         | Összesítés |
| Versenyző                    | Versenyszám | Több. hely. száma | Hely.           | Hely. pont.     | Több. hely. száma | Hely.           | Hely. pont.     | Több. hely. száma       | Hely.                   | Hely. pont.             | Több. hely. száma | Hely. | Hely. pont. | Helyezési pontszám | Helyezés   |
| ---------------------------- | ----------- | ----------------- | --------------- | --------------- | ----------------- | --------------- | --------------- | ----------------------- | ----------------------- | ----------------------- | ----------------- | ----- | ----------- | ------------------ | ---------- |
| Naomi Lang Peter Tchernyshev | Jégtánc     | 7×12+             | 12.             | 2,4             | 5×11+             | 11.             | 2,2             | 9×11+                   | 11.                     | 6,6                     | 8×11+             | 11.   | 11,0        | 22,2               | 11.        |
| Beata Handra Charles Sinek   | Jégtánc     | 6×20+             | 20.             | 4,0             | 6×20+             | 20.             | 4,0             | 7×22+                   | 22.                     | 13,2                    | 9×23+             | 23.   | 23,0        | 44,2               | 23.        |

## Rövidpályás gyorskorcsolya
Férfi
| Versenyző                                                | Versenyszám  | Előfutam | Előfutam | Negyeddöntő | Negyeddöntő | Elődöntő | Elődöntő | B döntő  | B döntő | Döntő    | Döntő   | Helyezés |
| Versenyző                                                | Versenyszám  | Idő      | Hely.    | Idő         | Hely.       | Idő      | Hely.    | Idő      | Hely.   | Idő      | Hely.   | Helyezés |
| -------------------------------------------------------- | ------------ | -------- | -------- | ----------- | ----------- | -------- | -------- | -------- | ------- | -------- | ------- | -------- |
| Apolo Anton Ohno                                         | 500 m        | 43,214   | 2.       | 42,895      | 2.          | kizárták | kizárták | kiesett  | kiesett | kiesett  | kiesett | 11.      |
| Apolo Anton Ohno                                         | 1000 m       | 1:33,167 | 2.       | 1:28,650    | 1.          | 1:27,428 | 1.       |          |         | 1:30,160 | 2.      |          |
| Apolo Anton Ohno                                         | 1500 m       | 2:26,809 | 2.       |             |             | 2:25,152 | 2.       |          |         | 2:18,541 | 1.      |          |
| Rusty Smith                                              | 500 m        | 42,849   | 2.       | 42,359      | 1.          | 41,916   | 1.       |          |         | 42,027   | 3.      |          |
| Rusty Smith                                              | 1000 m       | 1:28,183 | 1.       | 1:28,078    | 3.          | kiesett  | kiesett  | kiesett  | kiesett | kiesett  | kiesett | 9.       |
| Rusty Smith                                              | 1500 m       | 2:25,179 | 1.       |             |             | 2:16,906 | 3.       | 2:27,155 | 1.      |          |         | 6.       |
| Ron Biondo Apolo Anton Ohno Rusty Smith Daniel Weinstein | 5000 m váltó |          |          |             |             | 7:09,788 | 1.       |          |         | 7:03,926 | 4.      | 4.       |

Női
| Versenyző                                                  | Versenyszám  | Előfutam | Előfutam | Negyeddöntő | Negyeddöntő | Elődöntő | Elődöntő | B döntő  | B döntő | Döntő   | Döntő   | Helyezés |
| Versenyző                                                  | Versenyszám  | Idő      | Hely.    | Idő         | Hely.       | Idő      | Hely.    | Idő      | Hely.   | Idő     | Hely.   | Helyezés |
| ---------------------------------------------------------- | ------------ | -------- | -------- | ----------- | ----------- | -------- | -------- | -------- | ------- | ------- | ------- | -------- |
| Caroline Hallisey                                          | 500 m        | 45,535   | 2.       | 44,826      | 2.          | 44,307   | 2.*      | 44,679   | 5.      |         |         | 5.       |
| Caroline Hallisey                                          | 1000 m       | 1:37,716 | 2.       | 1:33,007    | 3.          | kiesett  | kiesett  | kiesett  | kiesett | kiesett | kiesett | 10.      |
| Amy Peterson                                               | 500 m        | 45,448   | 2.       | 46,120      | 3.          | kiesett  | kiesett  | kiesett  | kiesett | kiesett | kiesett | 13.      |
| Amy Peterson                                               | 1500 m       | 2:27,062 | 3.       |             |             | 2:26,118 | 5.       | kiesett  | kiesett | kiesett | kiesett | 13.      |
| Erin Porter                                                | 1000 m       | 1:56,409 | 4.       | kiesett     | kiesett     | kiesett  | kiesett  | kiesett  | kiesett | kiesett | kiesett | 27.      |
| Erin Porter                                                | 1500 m       | kizárták | kizárták |             |             | kiesett  | kiesett  | kiesett  | kiesett | kiesett | kiesett | kiesett  |
| Julie Goskowicz Caroline Hallisey Amy Peterson Erin Porter | 3000 m váltó |          |          |             |             | 4:36,002 | 4.       | 4:20,730 | 3.      |         |         | 7.       |

* - egy másik versenyzővel azonos eredményt ért el

## Síakrobatika
Ugrás
| Versenyző      | Versenyszám | Selejtező | Selejtező | Döntő   | Döntő    |
| Versenyző      | Versenyszám | Pont      | Helyezés  | Pont    | Helyezés |
| -------------- | ----------- | --------- | --------- | ------- | -------- |
| Eric Bergoust  | Férfi       | 244,30    | 2.        | 218,49  | 12.      |
| Brian Currutt  | Férfi       | 226,01    | 10.       | 245,19  | 6.       |
| Joe Pack       | Férfi       | 243,26    | 3.        | 251,64  |          |
| Jeret Peterson | Férfi       | 237,39    | 7.        | 238,05  | 9.       |
| Tracy Evans    | Női         | 152,07    | 14.       | kiesett | kiesett  |
| Brenda Petzold | Női         | 137,80    | 17.       | kiesett | kiesett  |

Mogul
| Versenyző       | Versenyszám | Selejtező | Selejtező | Döntő   | Döntő    |
| Versenyző       | Versenyszám | Pont      | Helyezés  | Pont    | Helyezés |
| --------------- | ----------- | --------- | --------- | ------- | -------- |
| Jeremy Bloom    | Férfi       | 25,98     | 4.        | 26,19   | 9.       |
| Evan Dybvig     | Férfi       | 9,96      | 28.       | kiesett | kiesett  |
| Travis Mayer    | Férfi       | 27,05     | 1.        | 27,59   |          |
| Jonny Moseley   | Férfi       | 25,13     | 11.       | 26,78   | 4.       |
| Shannon Bahrke  | Női         | 23,74     | 5.        | 25,06   |          |
| Ann Battelle    | Női         | 24,10     | 2.        | 24,62   | 7.       |
| Hannah Hardaway | Női         | 23,84     | 3.        | 24,77   | 5.       |
| Jillian Vogtli  | Női         | 22,16     | 18.       | kiesett | kiesett  |

## Sífutás
Férfi
| Versenyző                                             | Versenyszám     | Selejtező | Selejtező | Negyeddöntő | Negyeddöntő | Elődöntő | Elődöntő | B döntő | B döntő | Döntő         | Döntő         |
| Versenyző                                             | Versenyszám     | Idő       | Hely.     | Idő         | Hely.       | Idő      | Hely.    | Idő     | Hely.   | Idő           | Helyezés      |
| ----------------------------------------------------- | --------------- | --------- | --------- | ----------- | ----------- | -------- | -------- | ------- | ------- | ------------- | ------------- |
| John Bauer                                            | 15 km           |           |           |             |             |          |          |         |         | 38:55,7       | 12.           |
| John Bauer                                            | 50 km           |           |           |             |             |          |          |         |         | 2:19:35,7     | 33.           |
| Lars Flora                                            | Sprint          | 3:01,41   | 37.       | kiesett     | kiesett     | kiesett  | kiesett  | kiesett | kiesett | kiesett       | 36.           |
| Lars Flora                                            | 15 km           |           |           |             |             |          |          |         |         | 42:11,5       | 54.           |
| Lars Flora                                            | 30 km           |           |           |             |             |          |          |         |         | 1:20:42,7     | 54.           |
| Kris Freeman                                          | Sprint          | 3:02,68   | 42.       | kiesett     | kiesett     | kiesett  | kiesett  | kiesett | kiesett | kiesett       | 41.           |
| Kris Freeman                                          | 15 km           |           |           |             |             |          |          |         |         | 39:34,3       | 22.           |
| Andrew Johnson                                        | 30 km           |           |           |             |             |          |          |         |         | 1:14:26,9     | 21.           |
| Andrew Johnson                                        | 50 km           |           |           |             |             |          |          |         |         | 2:32:44,3     | 51.           |
| Torin Koos                                            | Sprint          | 3:01,32   | 36.       | kiesett     | kiesett     | kiesett  | kiesett  | kiesett | kiesett | kiesett       | 35.           |
| Carl Swenson                                          | Sprint          | 2:58,56   | 30.       | kiesett     | kiesett     | kiesett  | kiesett  | kiesett | kiesett | kiesett       | 29.           |
| Carl Swenson                                          | 30 km           |           |           |             |             |          |          |         |         | 1:21:17,3     | 56.           |
| Justin Wadsworth                                      | 30 km           |           |           |             |             |          |          |         |         | nem ért célba | nem ért célba |
| Justin Wadsworth                                      | 50 km           |           |           |             |             |          |          |         |         | nem ért célba | nem ért célba |
| Patrick Weaver                                        | 15 km           |           |           |             |             |          |          |         |         | 39:24,4       | 16.           |
| John Bauer Kris Freeman Justin Wadsworth Carl Swenson | 4 × 10 km váltó |           |           |             |             |          |          |         |         | 1:34:05,5     | 5.            |

| Versenyző        | Versenyszám              | 10 km klasszikus | 10 km klasszikus | 10 km szabad | 10 km szabad | Helyezés |
| Versenyző        | Versenyszám              | Idő              | Hely.            | Időhátrány   | Idő          | Helyezés |
| ---------------- | ------------------------ | ---------------- | ---------------- | ------------ | ------------ | -------- |
| John Bauer       | 10 + 10 km üldözőverseny | 27:00,2          | 18.              | +0:53        | 24:42,9      | 19.      |
| Kris Freeman     | 10 + 10 km üldözőverseny | 26:57,3          | 17.              | +0:50        | 24:25,0      | 14.      |
| Justin Wadsworth | 10 + 10 km üldözőverseny | 28:32,5          | 52.              | +2:25        | 26:13,2      | 42.      |
| Patrick Weaver   | 10 + 10 km üldözőverseny | 27:38,3          | 35.              | +1:31        | 26:32,2      | 45.      |

Női
| Versenyző                                           | Versenyszám    | Selejtező | Selejtező | Negyeddöntő | Negyeddöntő | Elődöntő | Elődöntő | B döntő | B döntő | Döntő     | Döntő    |
| Versenyző                                           | Versenyszám    | Idő       | Hely.     | Idő         | Hely.       | Idő      | Hely.    | Idő     | Hely.   | Idő       | Helyezés |
| --------------------------------------------------- | -------------- | --------- | --------- | ----------- | ----------- | -------- | -------- | ------- | ------- | --------- | -------- |
| Tessa Benoit                                        | Sprint         | 3:28,35   | 38.       | kiesett     | kiesett     | kiesett  | kiesett  | kiesett | kiesett | kiesett   | 38.      |
| Tessa Benoit                                        | 10 km          |           |           |             |             |          |          |         |         | 33:09,1   | 52.      |
| Kristina Joder                                      | Sprint         | 3:34,18   | 48.*      | kiesett     | kiesett     | kiesett  | kiesett  | kiesett | kiesett | kiesett   | 48.*     |
| Kristina Joder                                      | 15 km          |           |           |             |             |          |          |         |         | 48:06,0   | 53.      |
| Barb Jones                                          | 15 km          |           |           |             |             |          |          |         |         | 45:04,3   | 43.      |
| Barb Jones                                          | 30 km          |           |           |             |             |          |          |         |         | 1:45:18,7 | 35.      |
| Nina Kemppel                                        | 10 km          |           |           |             |             |          |          |         |         | 30:51,9   | 38.      |
| Nina Kemppel                                        | 15 km          |           |           |             |             |          |          |         |         | 42:53,1   | 29.      |
| Nina Kemppel                                        | 30 km          |           |           |             |             |          |          |         |         | 1:37:08,7 | 15.      |
| Aelin Peterson                                      | Sprint         | 3:34,05   | 46.       | kiesett     | kiesett     | kiesett  | kiesett  | kiesett | kiesett | kiesett   | 46.      |
| Aelin Peterson                                      | 10 km          |           |           |             |             |          |          |         |         | 33:18,9   | 53.      |
| Kikkan Randall                                      | Sprint         | 3:30,27   | 44.       | kiesett     | kiesett     | kiesett  | kiesett  | kiesett | kiesett | kiesett   | 44.      |
| Wendy Wagner                                        | 10 km          |           |           |             |             |          |          |         |         | 30:50,7   | 36.      |
| Wendy Wagner                                        | 30 km          |           |           |             |             |          |          |         |         | 1:39:54,8 | 23.      |
| Wendy Wagner Nina Kemppel Barb Jones Aelin Peterson | 4 × 5 km váltó |           |           |             |             |          |          |         |         | 53:23,4   | 13.      |

| Versenyző      | Versenyszám            | 5 km klasszikus | 5 km klasszikus | 5 km szabad | 5 km szabad | Helyezés |
| Versenyző      | Versenyszám            | Idő             | Hely.           | Időhátrány  | Idő         | Helyezés |
| -------------- | ---------------------- | --------------- | --------------- | ----------- | ----------- | -------- |
| Nina Kemppel   | 5 + 5 km üldözőverseny | 13:58,1         | 25.             | +0:59       | 13:29,6     | 30.      |
| Aelin Peterson | 5 + 5 km üldözőverseny | 14:33,7         | 51.             | kiesett     | kiesett     | kiesett  |
| Kikkan Randall | 5 + 5 km üldözőverseny | 14:53,0         | 60.             | kiesett     | kiesett     | kiesett  |
| Wendy Wagner   | 5 + 5 km üldözőverseny | 14:11,1         | 32.*            | +1:12       | 14:26,9     | 48.      |

* - egy másik versenyzővel azonos eredményt ért el

## Síugrás
| Versenyző                                         | Versenyszám | Selejtező | Selejtező | 1. ugrás | 1. ugrás | 2. ugrás | 2. ugrás | Összesítés | Összesítés |
| Versenyző                                         | Versenyszám | Pont      | Hely.     | Pont     | Hely.    | Pont     | Hely.    | Pont       | Helyezés   |
| ------------------------------------------------- | ----------- | --------- | --------- | -------- | -------- | -------- | -------- | ---------- | ---------- |
| Alan Alborn                                       | Normálsánc  | 114,5     | 11.*      | 118,0    | 12.*     | 122,0    | 12.      | 240,0      | 11.*       |
| Alan Alborn                                       | Nagysánc    | 114,1     | 4.        | 105,4    | 34.      | kiesett  | kiesett  | kiesett    | kiesett    |
| Brendan Doran                                     | Normálsánc  | 91,5      | 36.*      | 96,5     | 44.*     | kiesett  | kiesett  | kiesett    | kiesett    |
| Brendan Doran                                     | Nagysánc    | 68,1      | 43.       | kiesett  | kiesett  | kiesett  | kiesett  | kiesett    | kiesett    |
| Clint Jones                                       | Normálsánc  | 89,5      | 39.*      | kiesett  | kiesett  | kiesett  | kiesett  | kiesett    | kiesett    |
| Clint Jones                                       | Nagysánc    | 97,2      | 22.       | 94,4     | 42.      | kiesett  | kiesett  | kiesett    | kiesett    |
| Tommy Schwall                                     | Nagysánc    | 44,0      | 51.       | kiesett  | kiesett  | kiesett  | kiesett  | kiesett    | kiesett    |
| Brian Welch                                       | Normálsánc  | 89,5      | 39.*      | kiesett  | kiesett  | kiesett  | kiesett  | kiesett    | kiesett    |
| Brian Welch Tommy Schwall Clint Jones Alan Alborn | Csapat      |           |           | 372,8    | 10.      | 355,6    | 13.      | 728,4      | 11.        |

* - egy másik versenyzővel azonos eredményt ért el

## Snowboard
Halfpipe
| Versenyző      | Versenyszám | 1. selejtező | 1. selejtező | 2. selejtező | 2. selejtező | Döntő      | Döntő      | Döntő | Helyezés |
| Versenyző      | Versenyszám | Pont         | Hely.        | Pont         | Hely.        | 1. forduló | 2. forduló | Hely. | Helyezés |
| -------------- | ----------- | ------------ | ------------ | ------------ | ------------ | ---------- | ---------- | ----- | -------- |
| Ross Powers    | Férfi       | 33,9         | 13.          | 42,1         | 3.           | 46,1       | 32,0       | 1.    |          |
| Danny Kass     | Férfi       | 36,7         | 8.           | 42,7         | 2.           | 42,5       | 41,5       | 2.    |          |
| JJ Thomas      | Férfi       | 19,7         | 26.          | 43,5         | 1.           | 33,2       | 42,1       | 3.    |          |
| Tommy Czeschin | Férfi       | 41,8         | 2.           |              |              | 40,6       | 40,5       | 6.    | 6.       |
| Kelly Clark    | Női         | 42,1         | 1.           |              |              | 40,8       | 47,9       | 1.    |          |
| Shannon Dunn   | Női         | 31,3         | 8.           | 39,0         | 2.           | 35,5       | 37,2       | 5.    | 5.       |
| Tricia Byrnes  | Női         | 30,8         | 9.           | 35,7         | 4.           | 25,1       | 36,4       | 6.    | 6.       |

Parallel giant slalom
| Versenyző       | Versenyszám | Selejtező | Selejtező | Nyolcaddöntő                   | Negyeddöntő                   | Elődöntő                     | Döntő                                      | Helyezés |
| Versenyző       | Versenyszám | Idő       | Hely.     | Ellenfél Eredmény              | Ellenfél Eredmény             | Ellenfél Eredmény            | Ellenfél Eredmény                          | Helyezés |
| --------------- | ----------- | --------- | --------- | ------------------------------ | ----------------------------- | ---------------------------- | ------------------------------------------ | -------- |
| Jeff Greenwood  | Férfi       | 37,84     | 20.       | kiesett                        | kiesett                       | kiesett                      | kiesett                                    | 20.      |
| Chris Klug      | Férfi       | 37,17     | 11.       | Jérôme Sylvestre (CAN) · -0.05 | Walter Feichter (ITA) · -1.03 | Philipp Schoch (SUI) · +1.49 | Bronzmérkőzés · Nicolas Huet (FRA) · -1.36 |          |
| Peter Thorndike | Férfi       | 38,85     | 27.       | kiesett                        | kiesett                       | kiesett                      | kiesett                                    | 27.      |
| Rosey Fletcher  | Női         | 45,11     | 26.       | kiesett                        | kiesett                       | kiesett                      | kiesett                                    | 26.      |
| Lisa Kosglow    | Női         | 42,30     | 7.        | Åsa Windahl (SWE) · -1.32      | Karine Ruby (FRA) · +2.70     | kiesett                      | kiesett                                    | 8.       |
| Lisa Odynski    | Női         | 45,47     | 27.       | kiesett                        | kiesett                       | kiesett                      | kiesett                                    | 27.      |
| Sondra Van Ert  | Női         | 43,15     | 17.       | kiesett                        | kiesett                       | kiesett                      | kiesett                                    | 17.      |

## Szánkó
| Versenyző                   | Versenyszám | 1. futam | 1. futam | 2. futam | 2. futam | 3. futam | 3. futam | 4. futam | 4. futam | Összesítés | Összesítés |
| Versenyző                   | Versenyszám | Idő      | Hely.    | Idő      | Hely.    | Idő      | Hely.    | Idő      | Hely.    | Idő        | Helyezés   |
| --------------------------- | ----------- | -------- | -------- | -------- | -------- | -------- | -------- | -------- | -------- | ---------- | ---------- |
| Adam Heidt                  | Férfi egyes | 44,660   | 3.       | 44,750   | 5.       | 44,421   | 4.       | 44,775   | 4.       | 2:58,606   | 4.         |
| Tony Benshoof               | Férfi egyes | 44,776   | 7.       | 45,653   | 29.      | 44,787   | 17.      | 44,886   | 5.       | 3:00,102   | 17.        |
| Nick Sullivan               | Férfi egyes | 45,439   | 25.      | 45,309   | 25.      | 45,726   | 29.      | 45,619   | 27.      | 3:02,093   | 26.        |
| Becky Wilczak               | Női egyes   | 43,509   | 4.       | 43,481   | 5.       | 43,420   | 4.       | 43,844   | 17.      | 2:54,254   | 5.         |
| Ashley Hayden               | Női egyes   | 43,765   | 6.       | 43,645   | 8.       | 43,428   | 5.       | 43,820   | 13.      | 2:54,658   | 8.         |
| Courtney Zablocki           | Női egyes   | 43,934   | 13.      | 44,103   | 22.      | 43,734   | 12.      | 43,383   | 4.       | 2:55,154   | 13.        |
| Brian Martin Mark Grimmette | Kettes      | 43,111   | 3.       | 43,105   | 1.       |          |          |          |          | 1:26,216   |            |
| Chris Thorpe Clay Ives      | Kettes      | 43,013   | 2.       | 43,207   | 3.       |          |          |          |          | 1:26,220   |            |

## Szkeleton
| Versenyző       | Versenyszám | 1. futam | 1. futam | 2. futam | 2. futam | Összesítés | Összesítés |
| Versenyző       | Versenyszám | Idő      | Hely.    | Idő      | Hely.    | Idő        | Helyezés   |
| --------------- | ----------- | -------- | -------- | -------- | -------- | ---------- | ---------- |
| Jim Shea, Jr.   | Férfi       | 50,89    | 1.       | 51,07    | 3.       | 1:41,96    |            |
| Lincoln DeWitt  | Férfi       | 51,63    | 9.       | 51,20    | 5.       | 1:42,83    | 5.         |
| Chris Soule     | Férfi       | 51,89    | 13.      | 51,09    | 4.       | 1:42,98    | 7.         |
| Tristan Gale    | Női         | 52,26    | 1.       | 52,85    | 2.       | 1:45,11    |            |
| Lea Ann Parsley | Női         | 52,27    | 2.       | 52,94    | 4.       | 1:45,21    |            |